# Rodrigo Sánchez de Arévalo
Rodrigo Sánchez de Arévalo (Santa María de Nueva Segovia, 1404 – Roma, 4 ottobre 1470) è stato un vescovo cattolico spagnolo.

## Biografia
Cortigiano di Enrico IV di Castiglia stabilitosi a Roma, fu vescovo di Oviedo (1457), vescovo di Zamora (1467), vescovo di Calahorra e La Calzada (1468) e vescovo di Palencia (1468).
Scrittore moralistico, fu autore dell'opera Speculum vitae humanae (1468).